# Nestor Miserez
Nestor Miserez né à Forchies-la-Marche le 8 juin 1902, mort à Mont-sur-Marchienne le 18 août 1968 est un militant wallon, homme politique et poète belge.

## Biographie
Il a fondé ou collaboré à de nombreuses revues de la région de Charleroi par exemple  Sang nouveau, et de 1938 à 1957,  les Cahiers du Nord qui consacra un de ses numéros à l'Art wallon depuis 1918 en 1946.
Avec Octave Pirmez, il fonde à Mont-sur-Marchienne une cellule de Wallonie libre et, à ce titre, est membre du Congrès national wallon, de 1945. Il est rédacteur en chef de La Nouvelle Gazette de 1945 à 1968.
Comme rédacteur en chef de La Nouvelle Gazette il met violemment en cause les responsabilités de l'État belge inactif devant les difficultés de la Wallonie, dénonce la centralisation à outrance du pays  à Bruxelles, notamment lors de  l’Expo 58, ce qui enlève tout bénéfice à l'événement tant en Flandre qu'en Wallonie. Il est cependant inquiet devant les revendications wallonnes qui vont monter à gauche après la Grève générale de l'hiver 1960-1961, notamment les réformes de structure des régionales wallonnes de la FGTB ou du Mouvement populaire wallon. C'est à un point tel qu'il ne se réclame plus du fédéralisme et rejoint le nouveau parti libéral de l’unitariste Omer Vanaudenhove. Il est élu sénateur libéral de Charleroi en 1965 et le demeure jusqu’à sa mort.

## Publication
- Poème de la rose et de la nuit, Cahiers du Nord, Charleroi, 1948[1]